# Leea indica
Leea indica là một loài thực vật hai lá mầm trong họ Nho. Loài này được (Burm. f.) Merr. miêu tả khoa học đầu tiên năm 1919.